# Referendum sulla Repubblica Islamica iraniana del 1979
Il 30 e 31 marzo 1979 si tenne in Iran il referendum sulla creazione di una Repubblica islamica.
Anche se alcuni gruppi si opposero alla formulazione e alla scelta boicottando il referendum, il testo fu approvato dal 98,2% dei cittadini aventi diritto al voto, secondo i risultati ufficiali. Nessun gruppo si schierò per il no al referendum.
Per includere i giovani iraniani che parteciparono alla rivoluzione, l’età per votare fu abbassata da 18 a 16 anni.
In seguito all'esito positivo, la costituzione del 1906 venne dichiarata non valida; fu creata una nuova costituzione per il nuovo Stato islamico che fu ratificata da un altro referendum nel dicembre 1979.

## Posizioni politiche dei partiti
| Posizione                                   | Organizzazioni                                   | Note   |
| ------------------------------------------- | ------------------------------------------------ | ------ |
| Sì                                          |                                                  |        |
| Partito Islamico Repubblicano               | [ 4 ]                                            |        |
| Fronte Nazionale                            | [ 4 ] [ 6 ]                                      |        |
| Movimento di Liberazione                    | [ 4 ] [ 6 ]                                      |        |
| Partito del Tudeh                           | [ 4 ] [ 6 ]                                      |        |
| Organizzazione dei Mojahedin del Popolo     | [ 4 ]                                            |        |
| Partito della Repubblica Popolare Musulmana | [ 4 ]                                            |        |
| Partito dei Lavoratori                      | [ 7 ]                                            |        |
| Partito d'Iran                              |                                                  |        |
| Partito Paniranista                         |                                                  |        |
| Partito Nazionale                           |                                                  |        |
| Bocottaggio                                 | Fronte Nazionale Democratico                     | [ 4 ]  |
| Bocottaggio                                 | Organizzazione dei Guerriglieri Fedai del Popolo | [ 8 ]  |
| Bocottaggio                                 | Guerriglie Fedai del Popolo                      | [ 9 ]  |
| Bocottaggio                                 | Peykar                                           |        |
| Bocottaggio                                 | Partito Democratico del Kurdistan iraniano       | [ 10 ] |
| Bocottaggio                                 | Partito Komala del Kurdistan iraniano            | [ 10 ] |

### Formulazioni alternative proposte
Quando le autorità si prepararono a redigere un nome per il futuro sistema politico, i partiti si appellarono a un referendum aperto per fornire una terza scelta, diversa da monarchia e repubblica islamica. Alcuni dei nomi suggeriti furono:
- "Repubblica Islamica dell'Iran", del Partito Repubblicano Islamico[6]
- "Repubblica Popolare dell'Iran", della sinistra[6]
- "Repubblica Democratica dell'Iran", della sinistra[4]
- "Repubblica Islamica Democratica dell'Iran", del Movimento per la Libertà dell'Iran[6]
- "Repubblica dell'Iran", dei nazionalisti laici[4]

La risposta di Ruhollah Khomeini ai nomi proposti per il successivo regime fu contraria all'uso del termine "democratica":

## Voto

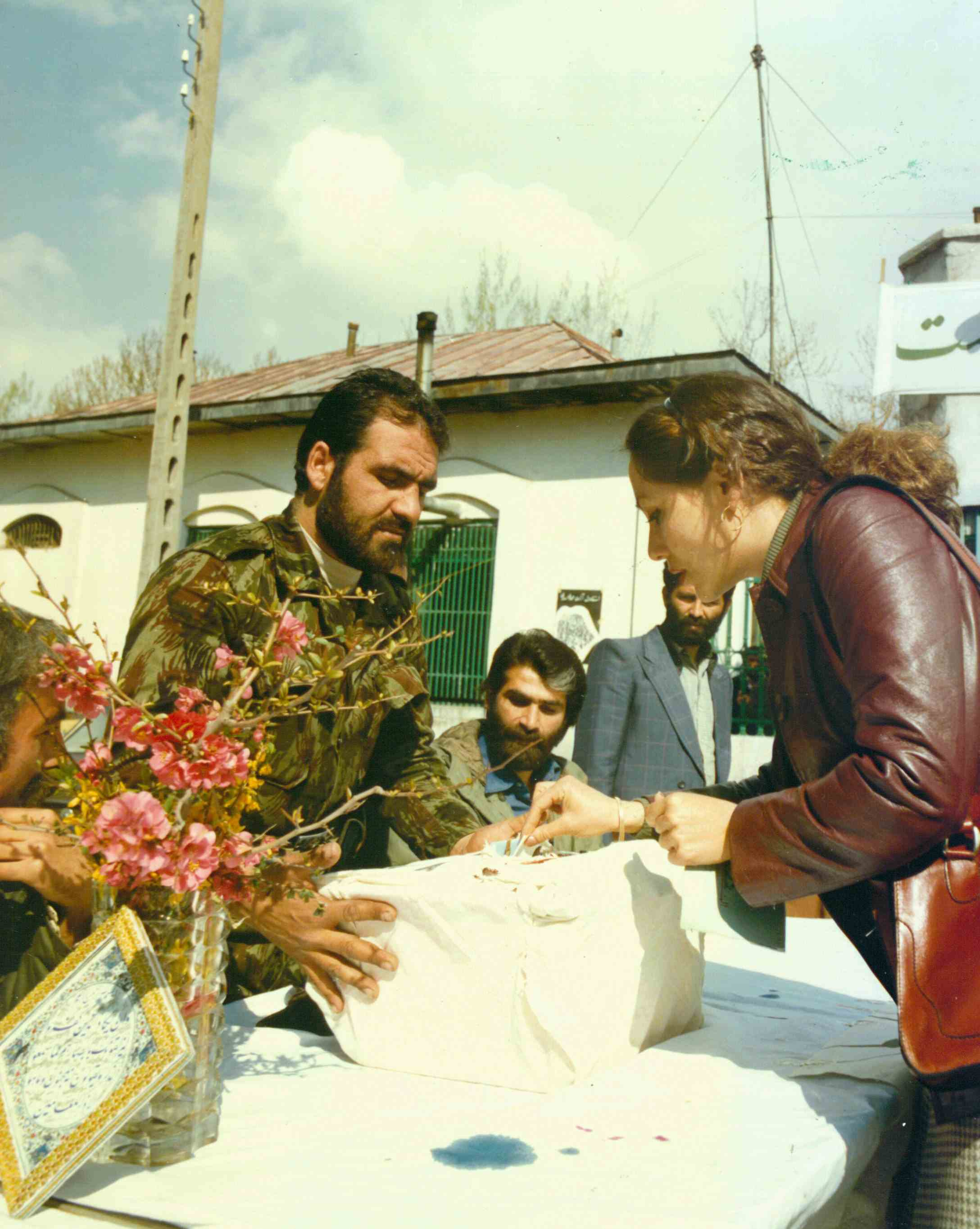
Donna che esprime il suo voto

Il governo ad interim dell'Iran allo scopo di monitorare la votazione invitò una delegazione di quattro giuristi internazionali dell'Associazione internazionale degli avvocati democratici. Secondo il Washington Post, nei seggi non c'erano cabine elettorali e le schede colorate potevano essere chiaramente viste dagli osservatori. Secondo le parole del capo delegazione, "questo non è il modo in cui facciamo le cose in Occidente e non soddisfa i nostri criteri di democrazia". Sadegh Zibakalam descrive il referendum come “libero e giusto”. Michael Axworthy afferma che nel referendum potevano esserci state alcune irregolarità, ma gli osservatori più equilibrati accettarono qualsiasi condizione poiché in quel momento tale quesito avrebbe sempre dato una maggioranza massiccia per lo stesso risultato".
A livello nazionale si registrò un'enorme affluenza, ad eccezione della regione del Turkmen Sahra e del Kurdistan iraniano, dove il referendum non si svolse pienamente a causa dei conflitti armati in corso.

## Risultati
| Scelta              | Voti       | %    |
| ------------------- | ---------- | ---- |
| Per                 | 20.147.855 | 99,3 |
| Contro              | 140.996    | 0,7  |
| Voti validi         | 20.288.851 | 100  |
| Fonte: Nohlen et al |            |      |

| Scelta                                        | Voti       |
| --------------------------------------------- | ---------- |
| Numero di elettori aventi diritto             | 20.857.391 |
| Numero di elettori effettivi                  | 20.440.108 |
| Affluenza alle urne                           | 98%        |
| Fonte: Portale dati Scienze Sociali dell'Iran |            |

### Risultati per Provincia
| Provincia                             | Voti       | Voti    | Percentuale dei voti | Percentuale dei voti |
| Provincia                             | Sì         | No      | Sì                   | No                   |
| ------------------------------------- | ---------- | ------- | -------------------- | -------------------- |
| Azerbaigian Orientale                 | 2,001,628  | 5,354   | 99.73%               | 0.27%                |
| Azerbaigian Occidentale               | 640,323    | 5,547   | 99.14%               | 0.86%                |
| Provincia di Esfahan                  | 1,357,605  | 4,470   | 99.67%               | 0.33%                |
| Provincia di Ilam                     | 161,942    | 16      | 99.99%               | 0.01%                |
| Provincia di Bakhtaran                | 612,830    | 6,159   | 99.00%               | 1.00%                |
| Provincia di Province                 | 200,023    | 333     | 99.83%               | 0.17%                |
| Provincia di Tehran                   | 3,462,449  | 72,980  | 97.94%               | 2.06%                |
| Provincia di Chahar Mahal e Bakhtiari | 210,936    | 885     | 99.58%               | 0.42%                |
| Provincia del Khorasan                | 1,983,458  | 6,712   | 99.66%               | 0.34%                |
| Provincia del Khūzestān               | 1,248,591  | 8,557   | 99.32%               | 0.68%                |
| Provincia di Zanjan                   | 765,786    | 875     | 99.89%               | 0.11%                |
| Provincia di Semnan                   | 185,674    | 424     | 99.77%               | 0.23%                |
| Provincia di Sistan e Baluchistan     | 314,319    | 1,052   | 99.67%               | 0.33%                |
| Provincia di Fars                     | 1,224,821  | 5,281   | 99.57%               | 0.43%                |
| Provincia del Kurdistan               | 318,360    | 2,570   | 99.20%               | 0.80%                |
| Provincia di Kerman                   | 651,011    | 1,507   | 99.77%               | 0.23%                |
| Provincia di Kohgiluyeh e Buyer Ahmad | 159,463    | 254     | 99.84%               | 0.16%                |
| Provincia di Gilan                    | 810,708    | 7,539   | 99.08%               | 0.92%                |
| Provincia del Lorestan                | 643,216    | 821     | 99.87%               | 0.13%                |
| Provincia di Mazandaran               | 1,205,501  | 3,871   | 99.68%               | 0.32%                |
| Provincia di Markazi                  | 771,189    | 1,052   | 99.86%               | 0.14%                |
| Provincia di Hormozgan                | 252,791    | 3,842   | 98.50%               | 1.50%                |
| Provincia di Hamadan                  | 744,636    | 1,023   | 99.86%               | 0.14%                |
| Provincia di Yazd                     | 241,024    | 187     | 99.92%               | 0.08%                |
| Estero                                | 118,069    | 12,444  | 90.47%               | 9.53%                |
| Total                                 | 20,286,353 | 153,755 | 99.25%               | 0.75%                |
| Fonte: Ministero degli Interni        |            |         |                      |                      |